# 中村俊定
中村 俊定（なかむら しゅんじょう、1900年〈明治33年〉2月13日 - 1984年〈昭和59年〉8月19日）は、日本の日本文学研究者。専門は日本近世文学、特に俳諧。

## 来歴・人物
愛知県宝飯郡形原町（現・蒲郡市）生まれ。旧名・市川唯治。3歳で、幡豆郡幡豆町の浄土宗西山派の僧中村俊達の養子となり僧籍に入る。京都で7年間僧侶の修行をする。1922年、早稲田高等学院に入学し、片上伸にロシア文学を学ぶ。のちに国文学に転じて早稲田大学文学部国文科に入学し、山口剛に師事する。1928年に卒業して実業之日本社に入社する。担当雑誌の廃刊を機に退職し、深川高等家政女学校、豊島高等女学校、調布高等女学校で教鞭をとる。この間、伊藤松宇の『俳書解題』編纂を手伝い、荻野清と『大芭蕉全集』の企画・刊行に尽力した。1936年には多くの研究者によびかけ「俳諧研究会」を興し、初の研究誌『連歌と俳諧』を創刊した。1950年、俳文学会設立時は研究者のまとめ役として尽力。『日本古典文学大系 芭蕉句集（連句篇）』で昭和37年度文部大臣賞受賞。1942年から早稲田大学で教えはじめ、1956年同大学教授。1970年に定年退職。のち二松学舎大学教授。
中野三敏は「エレベーター信仰の様なものがあって、日立製以外には絶対に乗られない」「大福餅が好物」「必ず急行を待たれた。これも途中で閉じ籠められたらどうしよう、とに角早く降りたいという強迫神経症のなせる業だったらしい」といったエピソードを語り、「極めて人間的な先生でありましたナ」と評している。
中村の三回忌にあたる1986年、治子夫人のご好意により、蔵書中の冊子本および巻子本が早稲田大学図書館に寄贈され、中村俊定文庫が設立された。江戸期の版本・写本を中心とする連歌・俳諧資料が中心。書籍の各冊に押された「中村俊定文庫」の印は、資料受取りの際に治子夫人より托されたもので、夫人が土方寿に依嘱して用意したものである。

## 著書
- 『現代俳句』学燈社〈学燈文庫〉、1954年12月。
- 『蕪村以後』岩波書店〈岩波講座日本文学史 第8巻〉、1958年11月。
- 『随筆集 餅花』りゅうの会、1970年2月。
- 『俳諧史の諸問題』笠間書院、1970年9月。
- 『芭蕉の連句を読む』岩波書店〈岩波セミナーブックス 16〉、1985年8月。

## 編纂など
- 『冬の日・笈の小文』 松尾芭蕉、校注、武蔵野書院、1959.2
- 『校注近世俳文新選』 編、武蔵野書院、1961.4
- 『芭蕉七部集』 校注、1966、岩波文庫
- 『芭蕉俳句集』 校訂、1970、岩波文庫
- 『芭蕉紀行文集 付・嵯峨日記』 校注、1971、岩波文庫
- 『新編近世俳文集』 松尾勝郎共編、笠間書院、1972
- 『連歌俳諧集』 金子金治郎,暉峻康隆共注解、小学館、1974.6、日本古典文学全集
- 『芭蕉連句集』 萩原恭男共校注、1975、岩波文庫
- 『去来抄』改訂増補版　向井去来,山下登喜子共校註 、笠間書院、1976
- 『近世俳諧資料集成』全5巻、講談社、1976
- 『校本芭蕉全集』第5巻、富士見書房、1989.3

## 記念論集
- 『近世文学論叢』 中村俊定先生古稀記念 早稲田大学俳諧研究会編、桜楓社、1970